# Wilhelm Heupke
Wilhelm Karl Heupke (* 20. Mai 1898 in Weimar; † 15. März 1977 in Bad Homburg) war ein deutscher Arzt und Ernährungswissenschaftler.

## Leben
Wilhelm Heupke besuchte ein Gymnasium in Remscheid. Anschließend studierte ab 1917 Medizin in Bonn und Frankfurt am Main. 1926 wurde er in Bonn am Pharmakologischen Institut promoviert und erhielt 1927 die Facharztzulassung für Innere Medizin. Ab 1923 war er an verschiedenen Krankenhäusern in Frankfurt am Main tätig. 1931 habilitierte er mit einer Arbeit über den Dickdarm.
1934 trat er dem NS-Dozentenbund und der SA bei, zum 1. Mai 1937 auch der NSDAP (Mitgliedsnummer 5.629.203). 1936 veröffentlichte er eine Monographie zur Ernährung von Gesunden und Kranken und erhielt in Frankfurt eine außerplanmäßige Professur für Innere Medizin. Im Reichsvollkornbrotausschuss setzte sich Heupke für Vollkornbrot als „Brot der Zukunft“ ein. 1941 wurde er Abteilungsleiter im Institut für Kochwissenschaft in Frankfurt am Main.
Nach Ende des Zweiten Weltkriegs wurde er im Zuge der „Entnazifizierung“ von der Universität entlassen. 1950 leitete Heupke die Station Köppern des Frankfurter Hospitals zum heiligen Geist und hielt danach bei Lehrgängen und Arbeitstagungen zu Naturheilkunde und Homöopathie, die Karl Saller in München organisierte, häufig Vorträge über Ernährung. Von 1953 bis 1954 war Heupke der erste Präsident der Deutschen Gesellschaft für Ernährung (DGE), trat aber zurück und wirkte in der Folge für die Internationale Gesellschaft für Nahrungs- und Vitalstoff-Forschung. Er verfasste zahlreiche Schriften zu Ernährung und Diät.